# Фиориль
«Фиориль» (итал. Fiorile) — франко-итало-немецкий драматический фильм, снятый братьями Тавиани в 1993 году.

## Сюжет
Родители везут детей на землю своих предков, которых издавна, перефразируя фамилию Бенедетти, в тех краях зовут «Маледетти», что значит «проклятые». Почему?.. Рассказ отца уносит нас в эпоху наполеоновских войн, когда девушка по имени Элизабетта из деревушки в Тоскане и офицер оккупационной французской армии Жан полюбили друг друга. А в это время брат девушки украл у французов ящик с золотыми монетами, за что Жана были вынуждены казнить его же товарищи по оружию… Отсюда истоки: последующие поколения Бенедетти были словно обречены снова и снова делать выбор между подлостью и благородством — очень жестокий выбор.
Братья Тавиани рассказывают в этом мудром и грустном фильме историю о семье, чья судьба, кажется, повторяет судьбу всего человечества, вкусившего «запретный плод», познавшего «первородный грех», а затем мучительно и тщетно пытающегося понять смысл двух имен: Авель и Каин.

## В ролях
- Клаудио Бигальи — Корадо / Алессандро
- Галатея Ранци — Элизабетта / Элиза
- Майкл Вартан — Жан / Массимо
- Лино Каполиккьо — Луиджи
- Констанца Энгельбрехт — Джульетта
- Атина Ченчи — Джина
- Джованни Гуиделли — Элио
- Норма Мартелли — Ливия
- Пьер Паоло Каппони — Дуилио
- Кьяра Казелли — Кьяра
- Ренато Карпентьери — Массимо в старости
- Карло Лука Де Руджьери — Ренцо
- Лоран Шиллинг
- Фриц Мюллер-Шерц — профессор университета
- Лаура Скаримболо — Альфредина

## Интересные факты
Название фильма — итальянское слово фьориле — «цветущий», соответствует слову флореаль — названию весеннего месяца во французском республиканском календаре (в апреле-мае). Иногда название переводят как «Пора цветения».